# Rhionaeschna marchali
Rhionaeschna marchali är en trollsländeart som först beskrevs av Jules Pièrre Rambur 1842.  Rhionaeschna marchali ingår i släktet Rhionaeschna och familjen mosaiktrollsländor. Inga underarter finns listade i Catalogue of Life.

## Bildgalleri

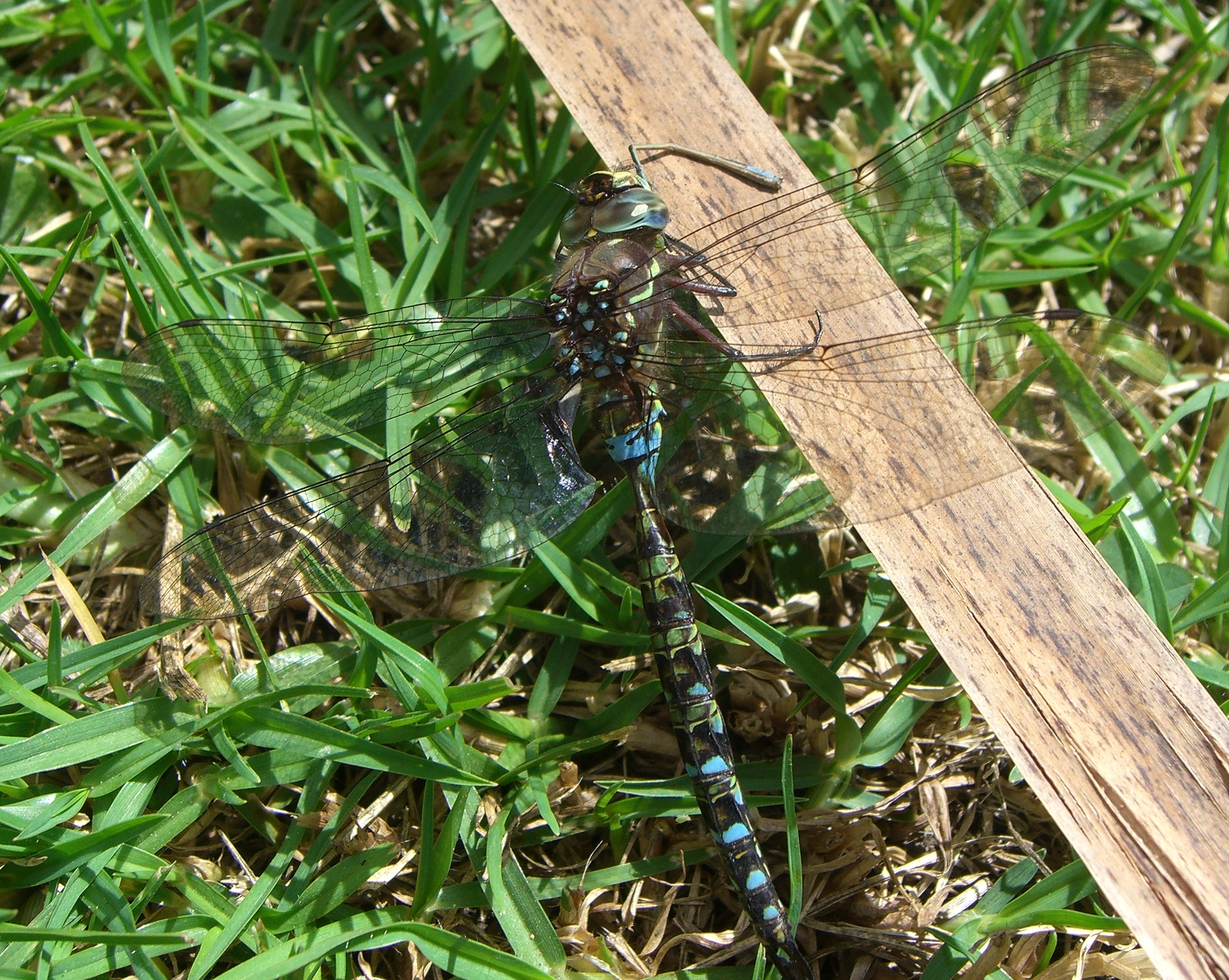
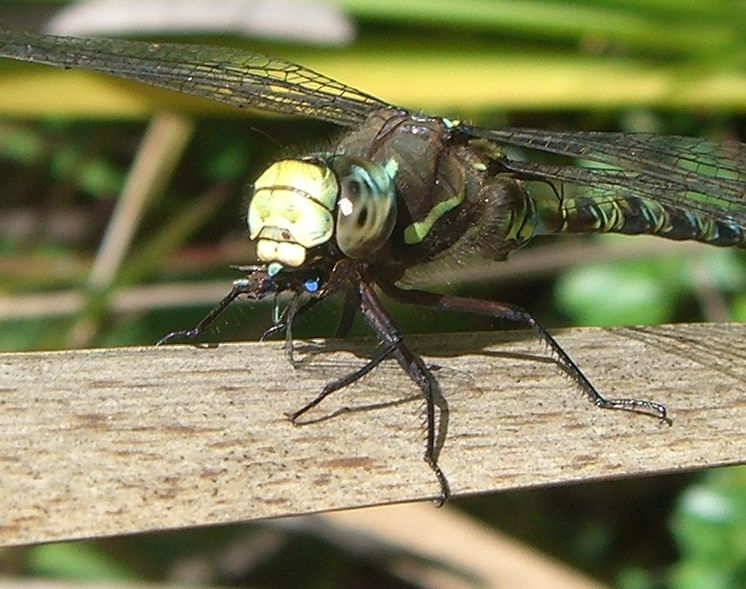
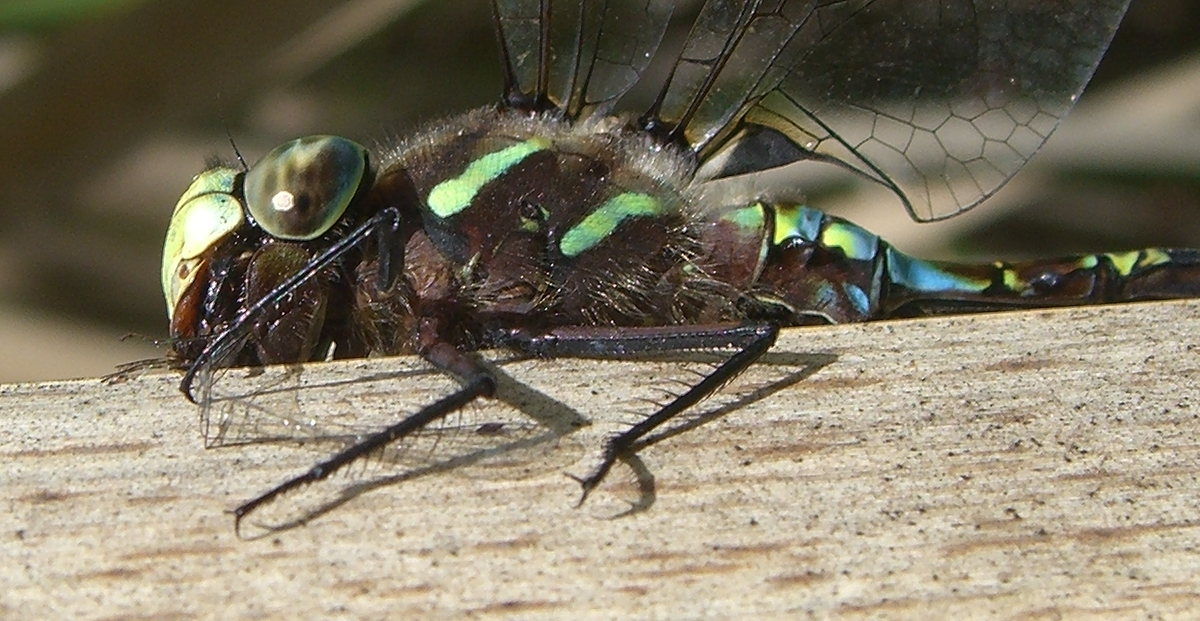